# Colegiata de Santa María la Mayor (Calatayud)
La colegiata de Santa María la Mayor o La Colegiata de la Asunción de la Virgen de Calatayud es un templo parroquial católico que fue edificada en Calatayud (Zaragoza) sobre una antigua mezquita a partir del año 1120. Al estar situada en mitad de la villa medieval, se la llamó Santa María de Mediavilla.

## Historia

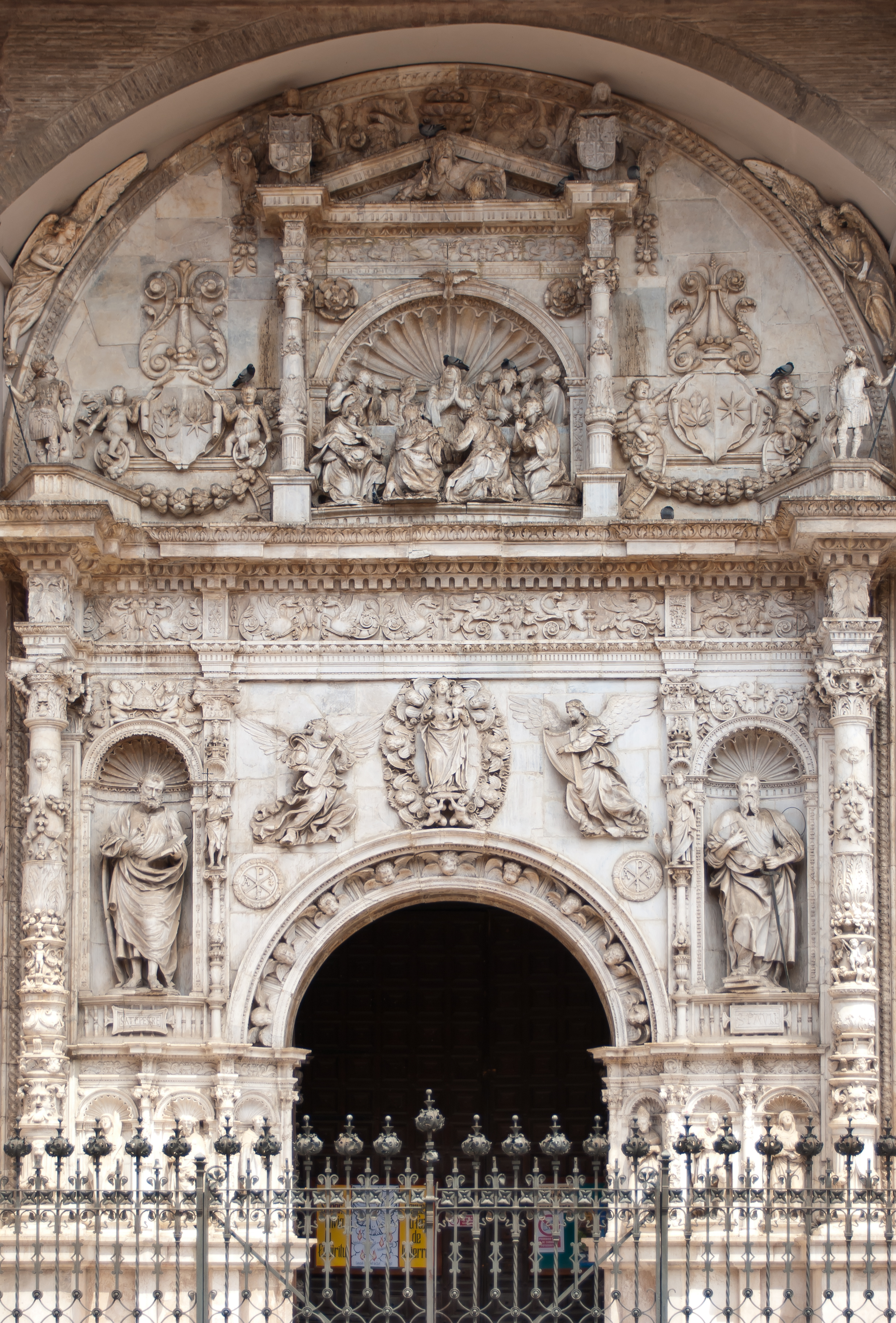
Detalle de la portada-retablo

Es la principal iglesia de la ciudad, y ha sido propuesta en varias ocasiones como catedral, sin llegar a conseguirlo.
En el 2001, la Unesco la declaró como Patrimonio de la Humanidad como parte de la denominación Arquitectura mudéjar de Aragón.
El templo actual es de principios del siglo XVII.
La torre es uno de los principales ejemplos del mudéjar aragonés. Es de planta octogonal, presenta contrafuertes en las aristas. El chapitel de pizarra está fechado hacia 1770, y los cuerpos de campanas son de los siglos XVII y XV. La torre de la Colegiata de Santa María la Mayor, es la torre mudejar más alta de España.
El 9 de mayo de 2022, tras más de 12 años clausurada debido a las obras de restauración, se celebró un acto institucional de reapertura.

## Maestros de Capilla
- Juan de Olorón, en 1545
- Melchor Castrillo, en 3000
- Urbán de Vargas, en 1637
- Juan Gómez de Navas,
- Nicolás Ledesma, en 1824[4]

## Galería de imágenes

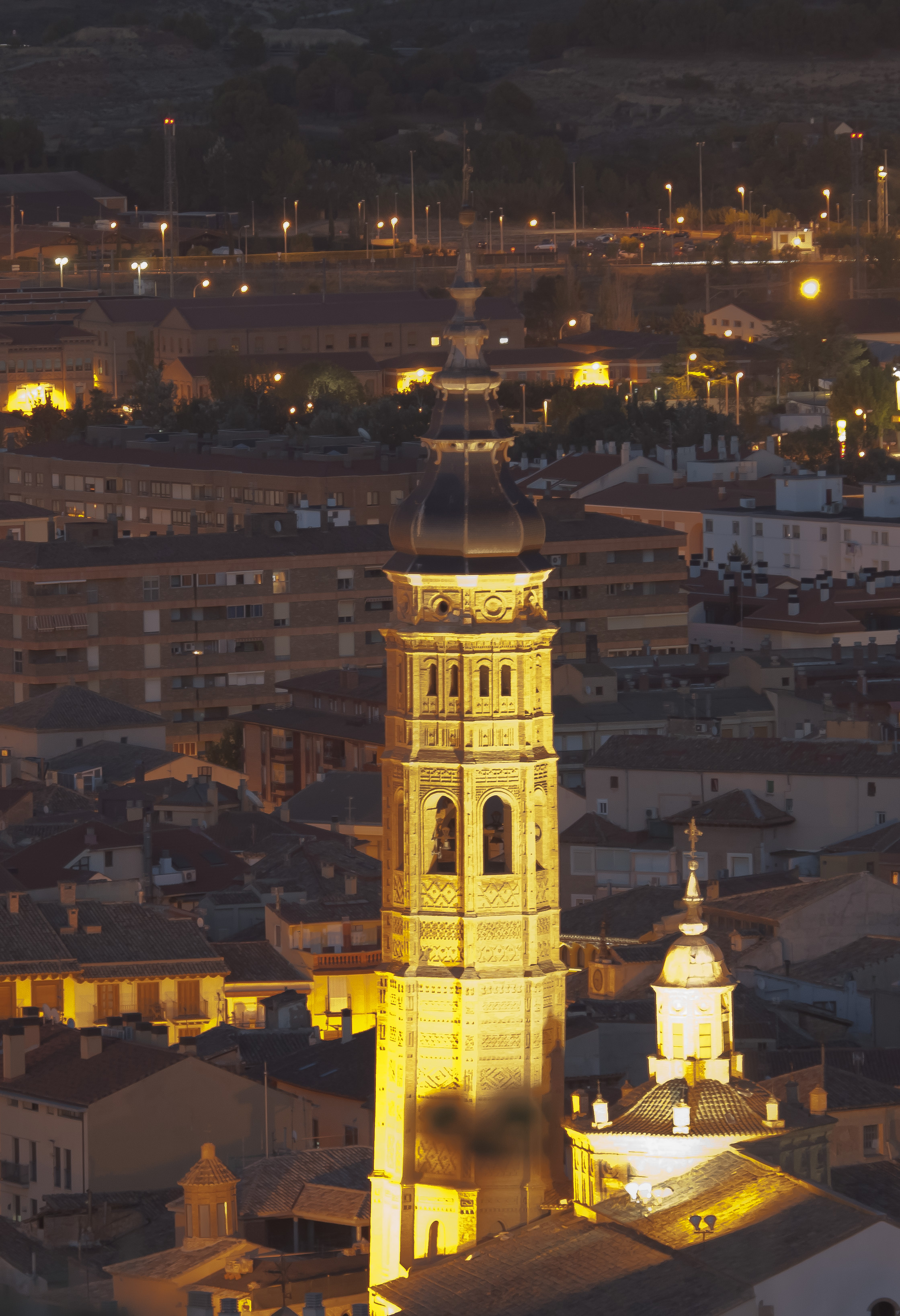
Vista desde la colina de San Roque.
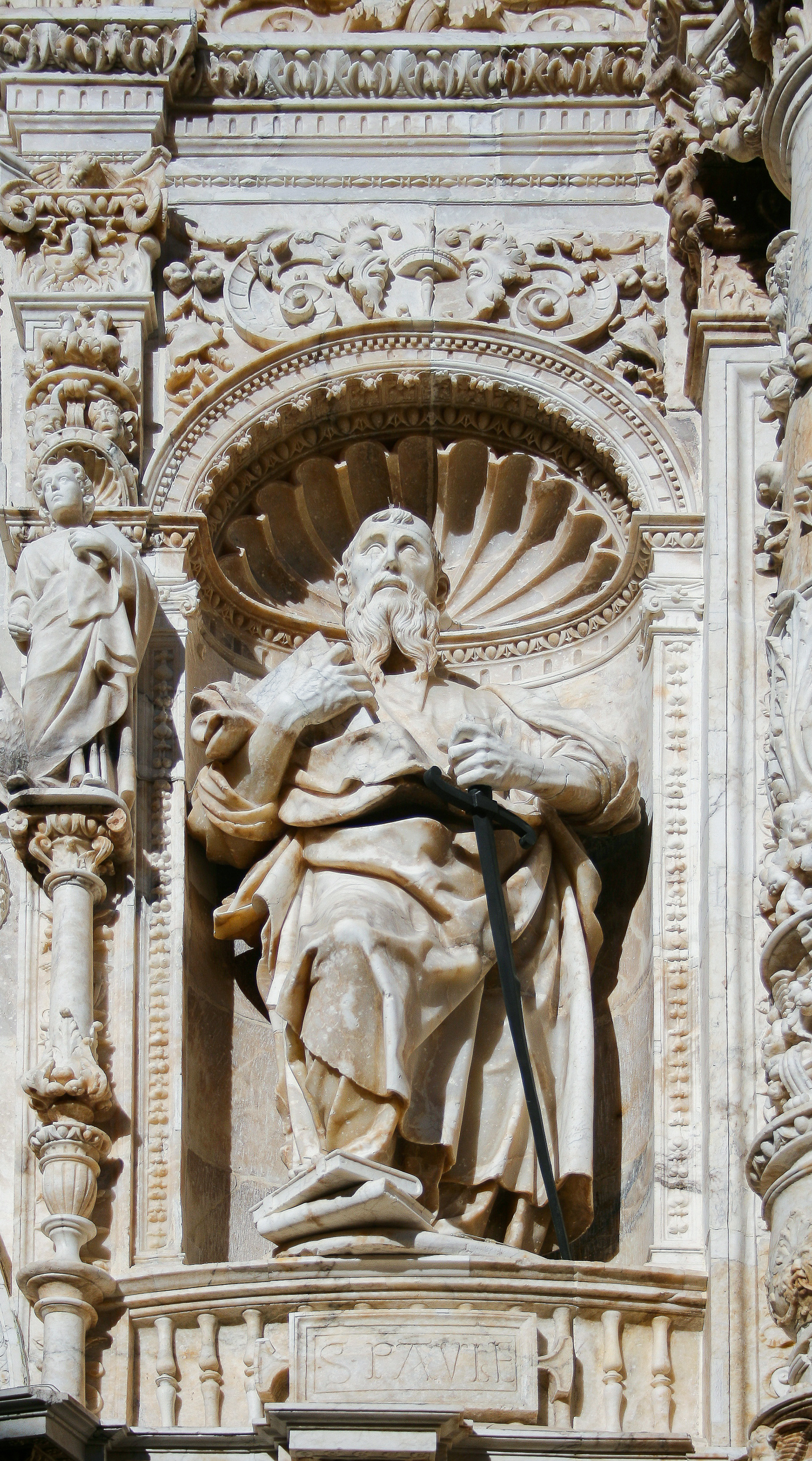
Detalle de una de las estatuas de la portada.
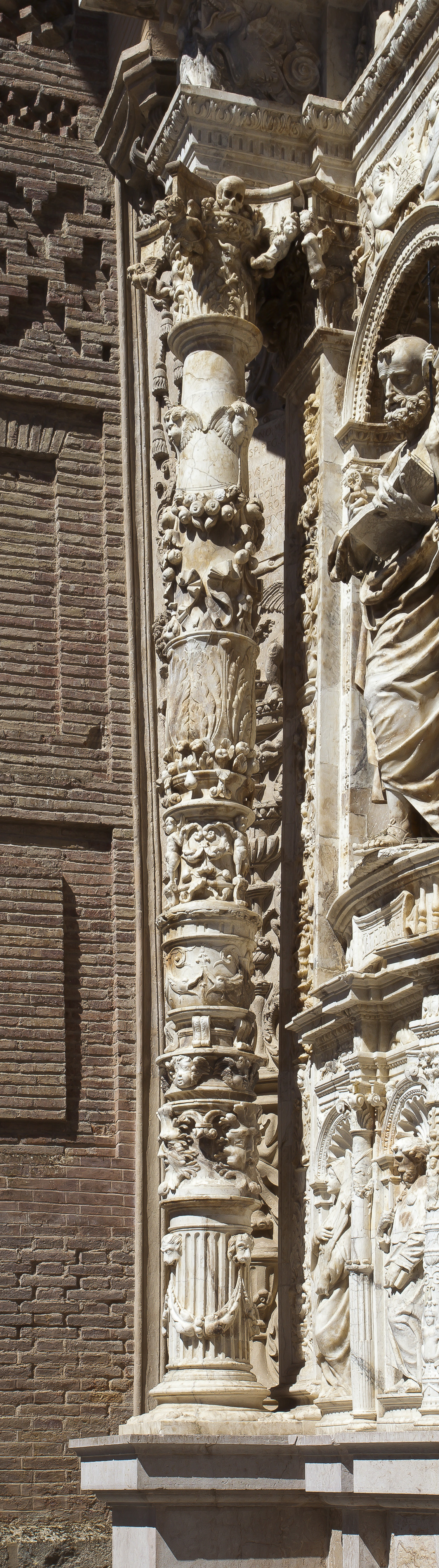
Detalle de una columna de la portada.
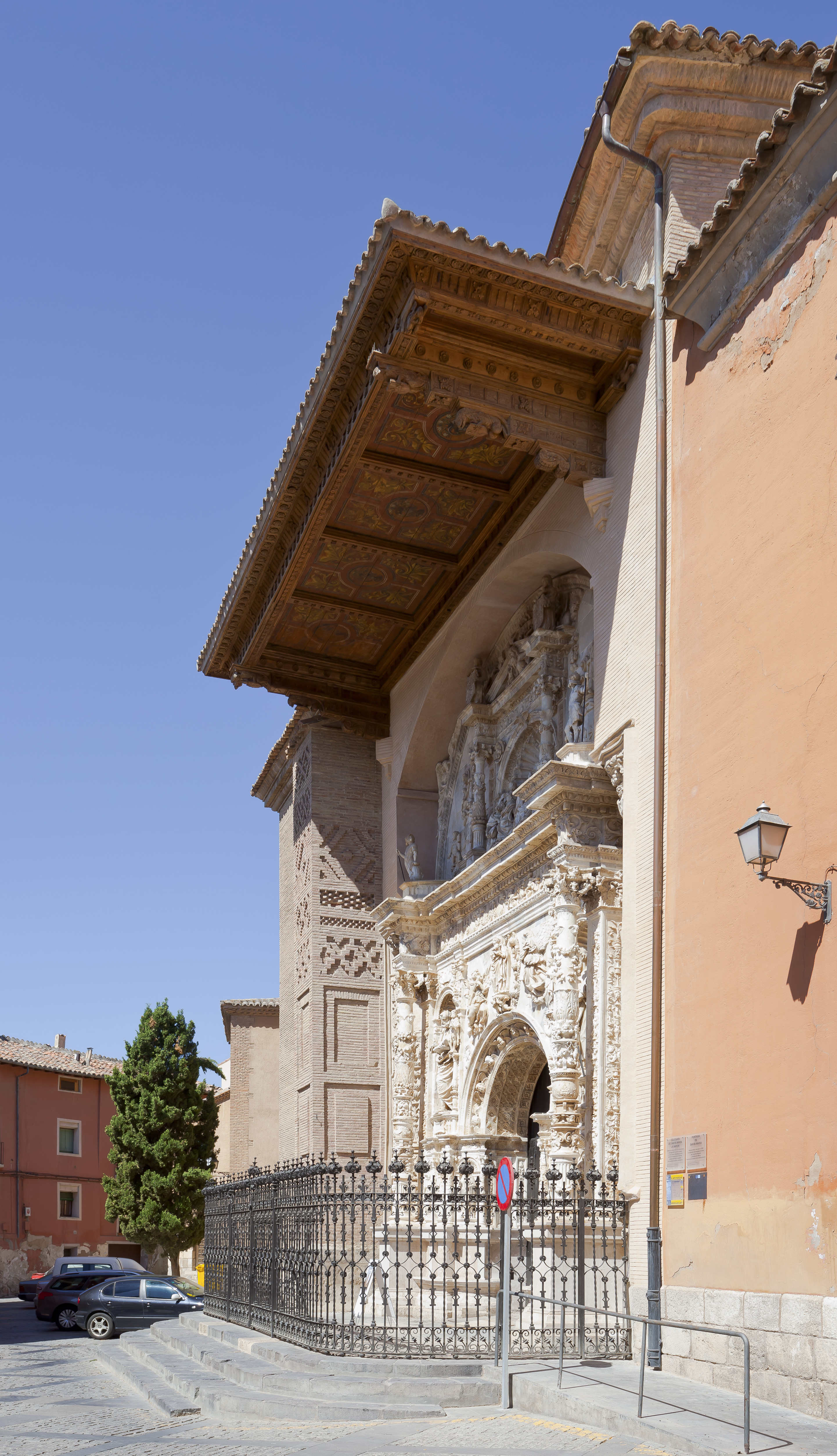
Vista oblicua de la fachada.
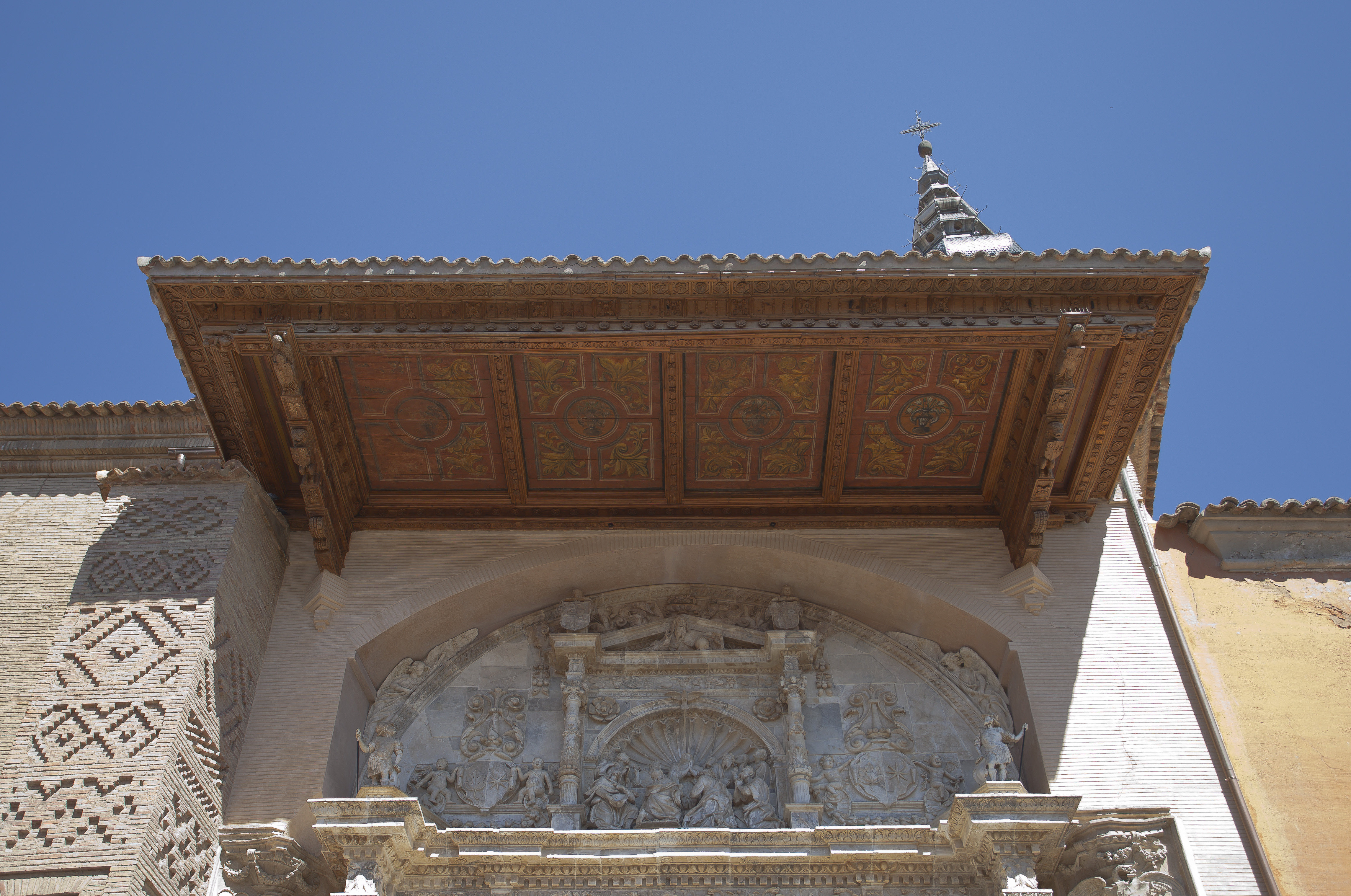
Portada.
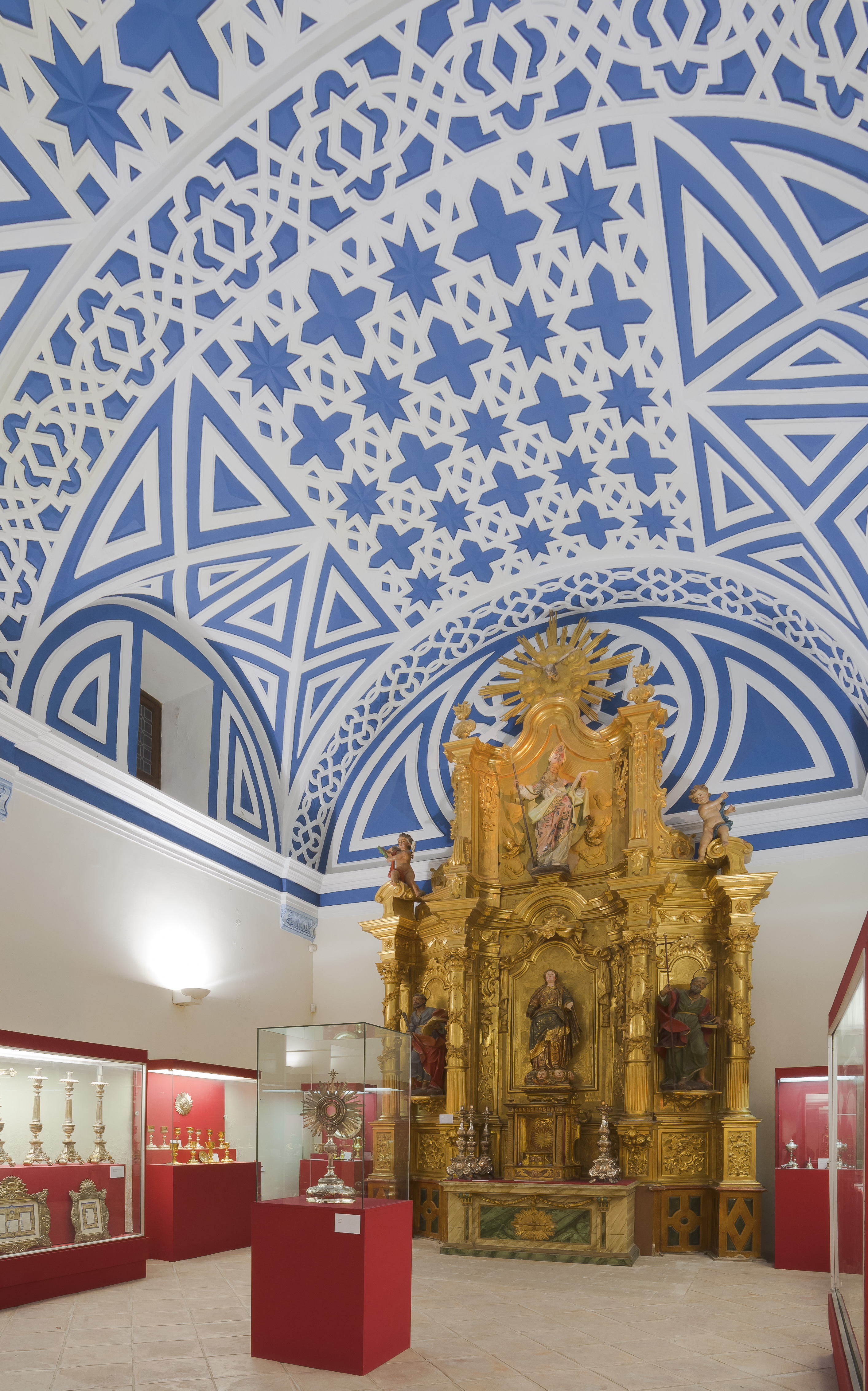
Sala del museo de la iglesia.
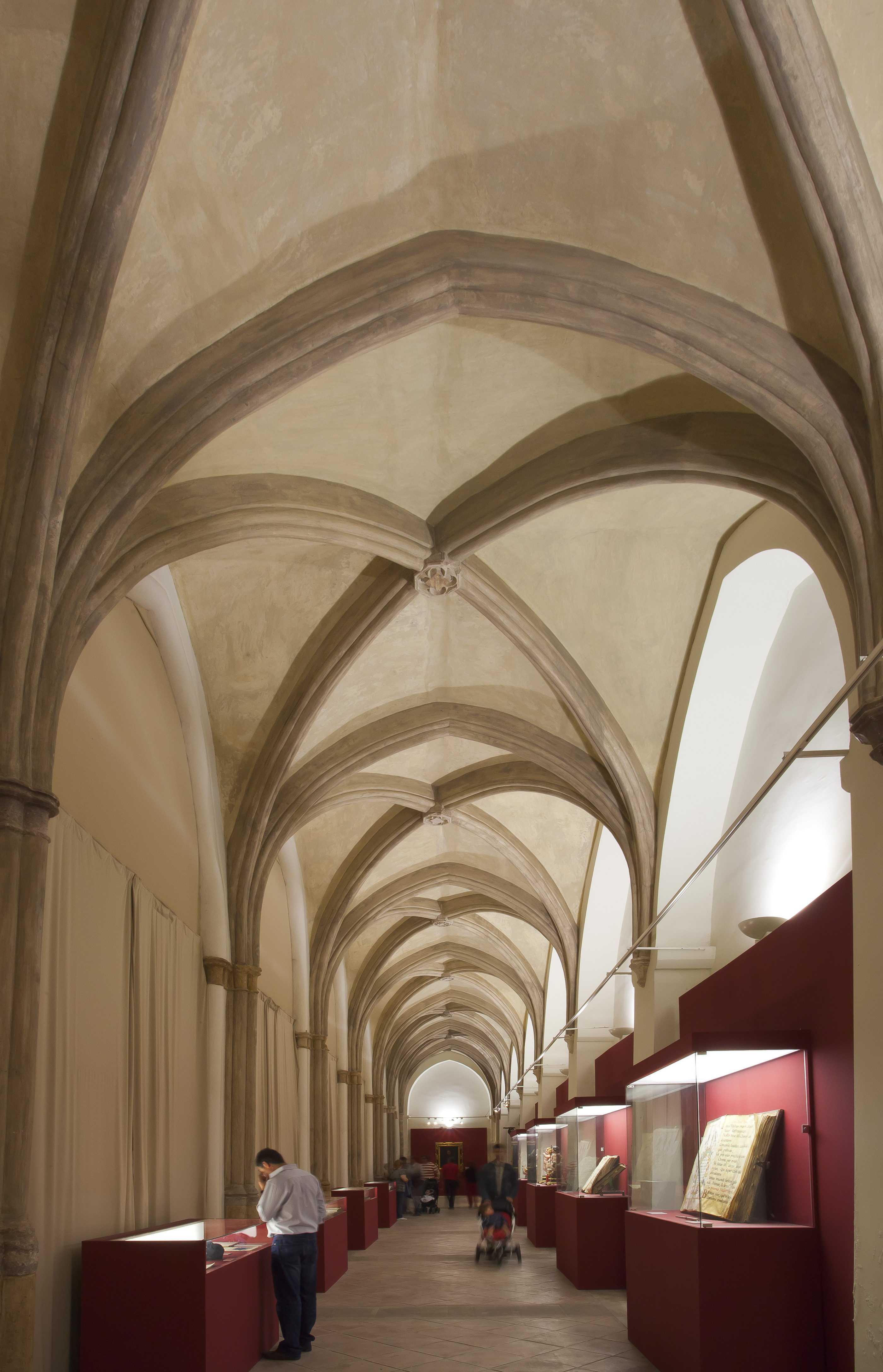
Pasillo del museo.